# Надь, Давид
Давид Надь (венг. Nagy Dávid, род. 14 июля 1999, Будапешт) — венгерский фехтовальщик. Олимпийский чемпион в фехтовании на шпаге в командных соревнованиях мужчин на летних Олимпийских играх 2024 года.
На чемпионате Европы среди кадетов 2016 года в Нови-Саде завоевал золотую медаль в составе команды  шпажистов. В 2023 году на Европейских играх он завоевал золотую медаль в составе мужской команды (Тибор Андрашфи, Гергей Шиклоши, Мате Кох).
На летних Олимпийских играх 2024 года в командных соревнованиях выиграл золото вместе Тибором Андрашфи, Гергеем Шиклоши и Мате Кохом, обыграв  в четвертьфинале Казахстан (45-30), в полуфинале Францию (45-30) и в финале действующего чемпиона Японию (26-25). 